# 阿富拉

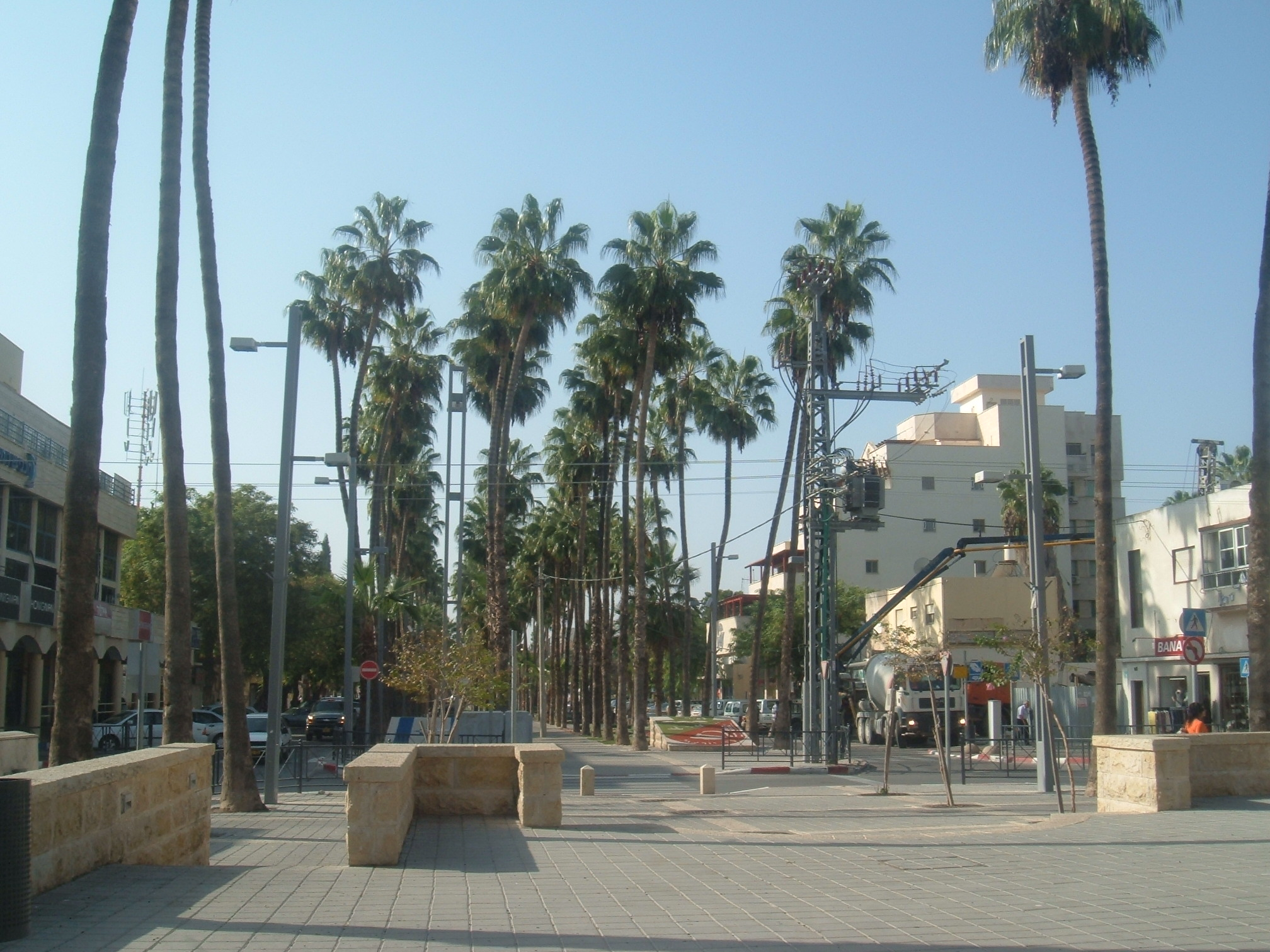

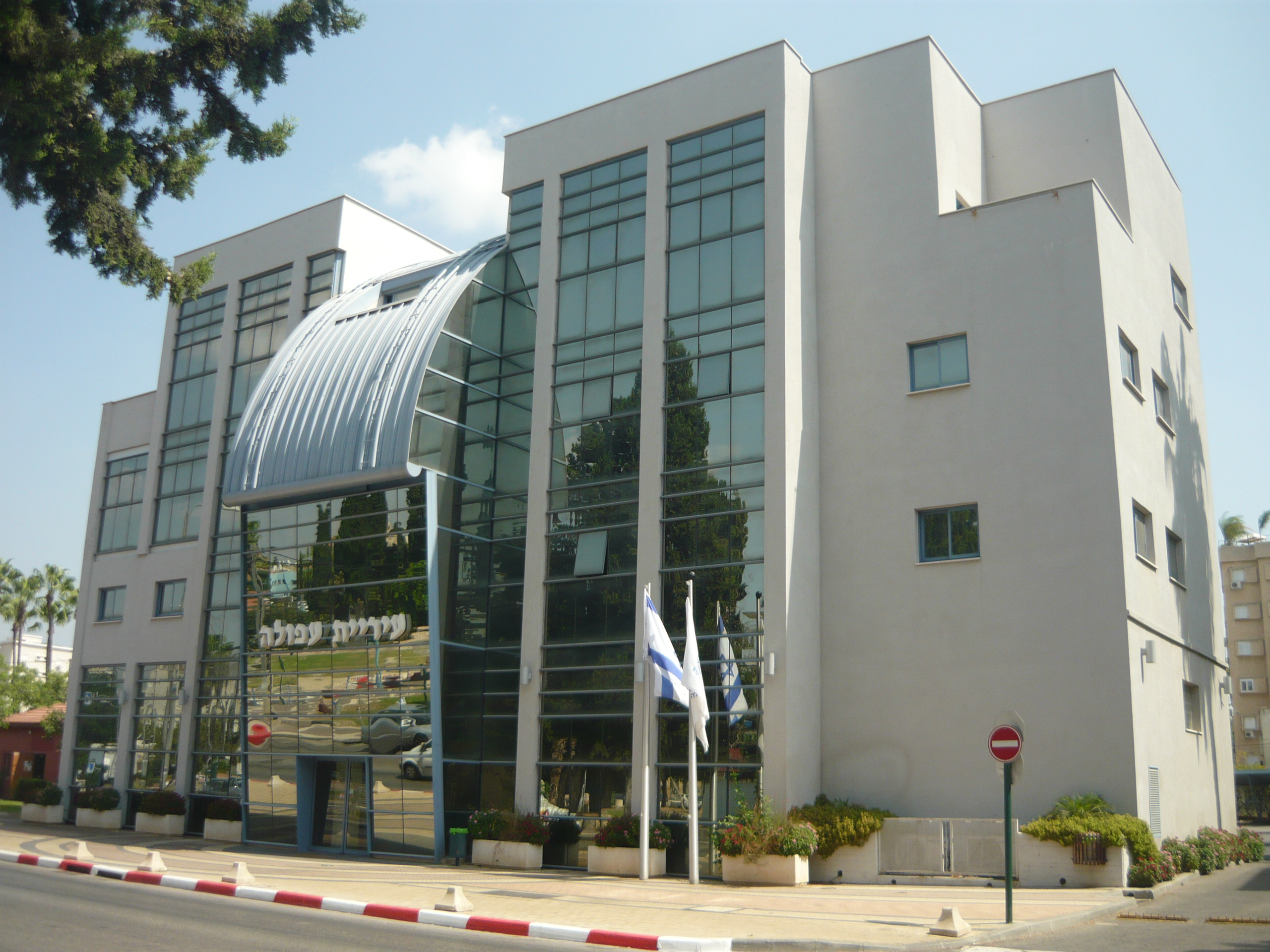

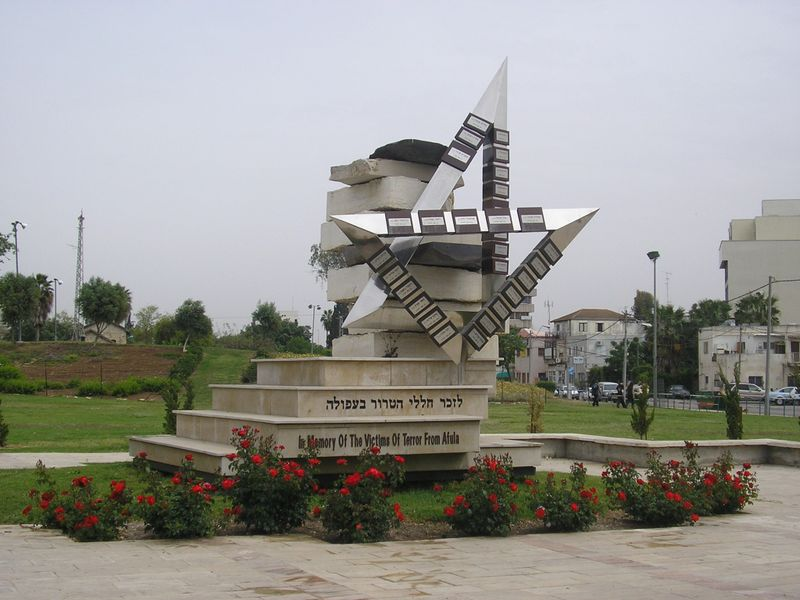

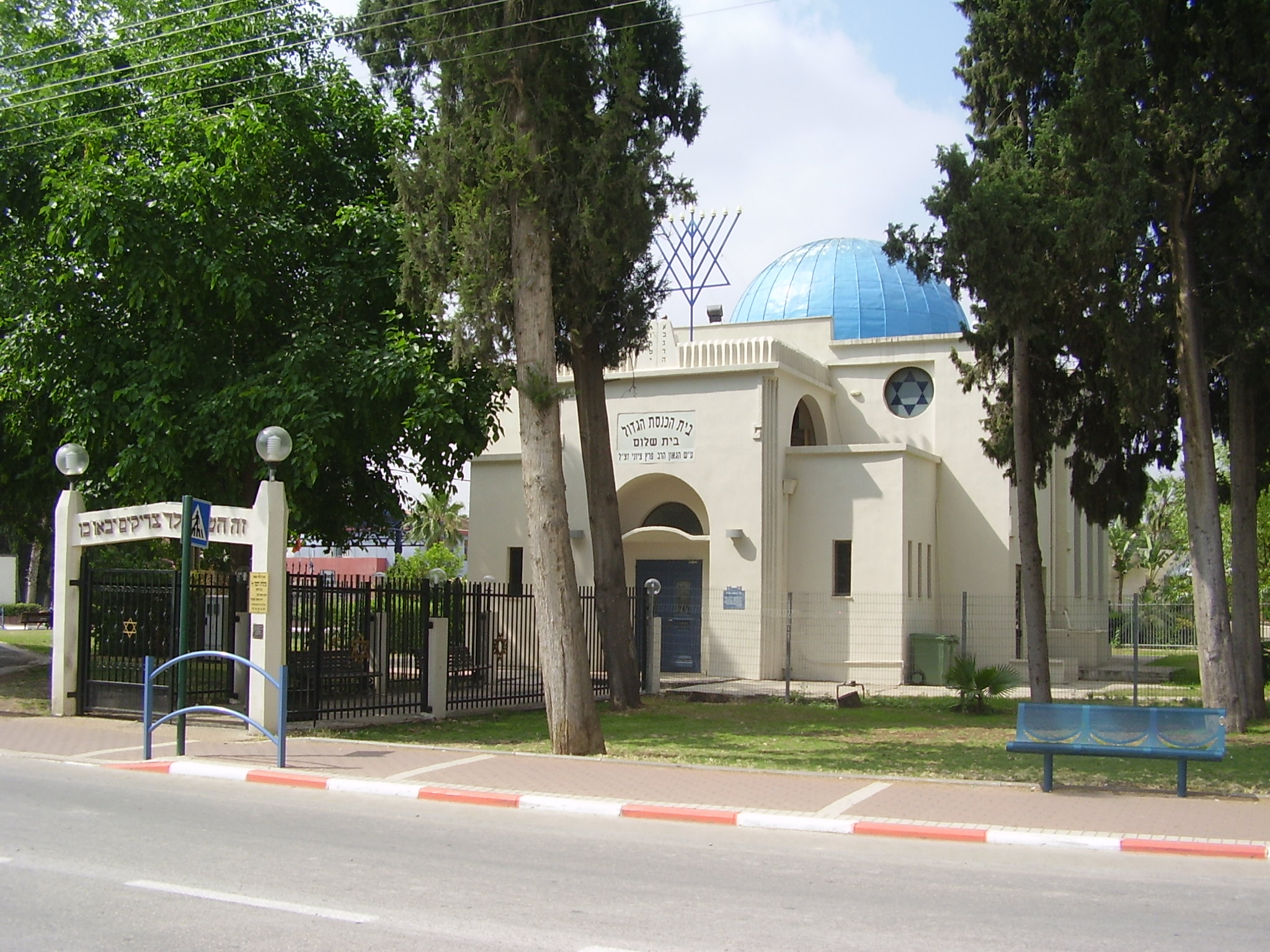

阿富拉是以色列的城市，位於該國北部，由北部區負責管轄，始建於1925年，面積26.909平方公里，海拔高度60米，2010年人口41,000，人口密度每平方公里1,524人。

## 外部連結
- City website （希伯来文）
- Emek Medical Center